# パドヴァの十字架
『パドヴァの十字架』（パドヴァのじゅうじか、伊:Crocifisso di Padova）は、ジョット・ディ・ボンドーネによって、1303－1305年ごろに制作されたポプラ板上のテンペラ画。元来、パドヴァのスクロヴェーニ礼拝堂にある格子のイコノスタシスの上に吊り下げられていたが、おそらく同じ礼拝堂にあるジョットのフレスコ画と同時期のものである。現在、パドヴァのエレミターニ美術館に掛けられている。
『十字架』は、1864年にカヴァルカセッレによってジョットに最初に帰属された。その帰属は、当時の作品の状態が悪かったため、当初はリンテレン、ウェイゲイト、ブランディなどの他の美術評論家によって疑義が呈されたが、修復後、ジョットによる作品として認められている。

## ジョットの『磔刑』

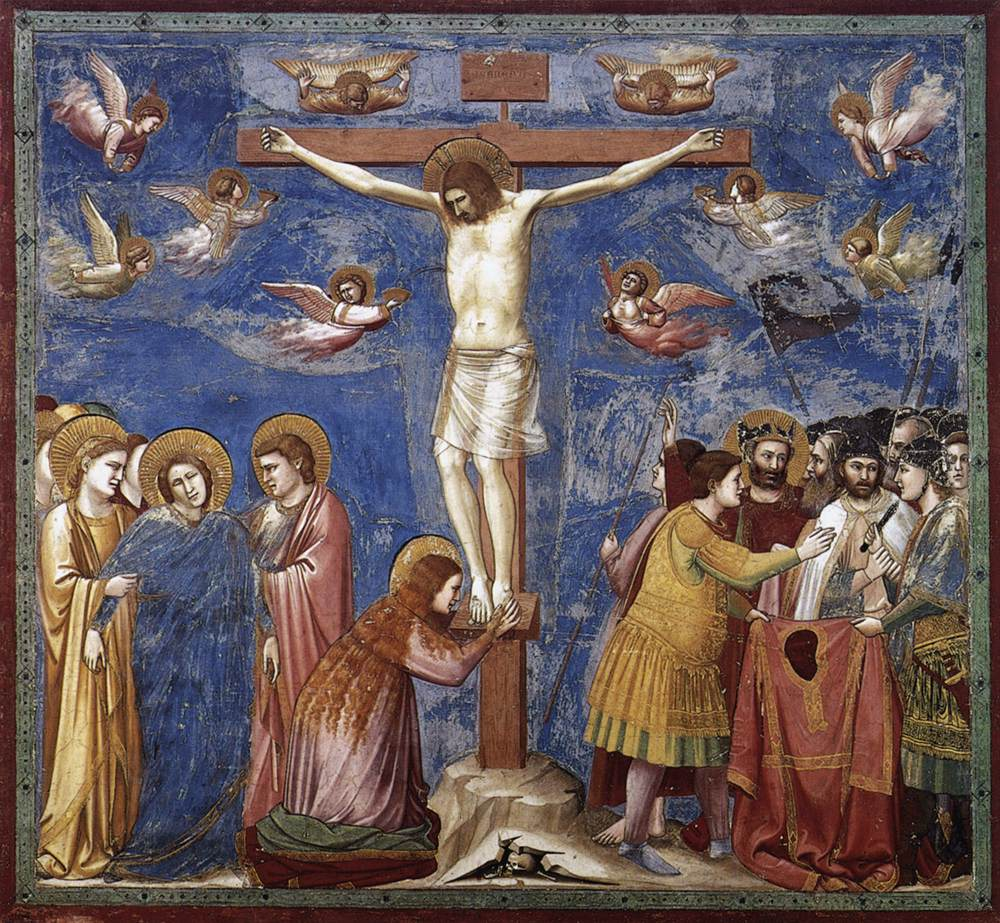
ジョット・ディ・ボンドーネ『磔刑』(1303-1305年)、スクロヴェーニ礼拝堂 (パドヴァ)
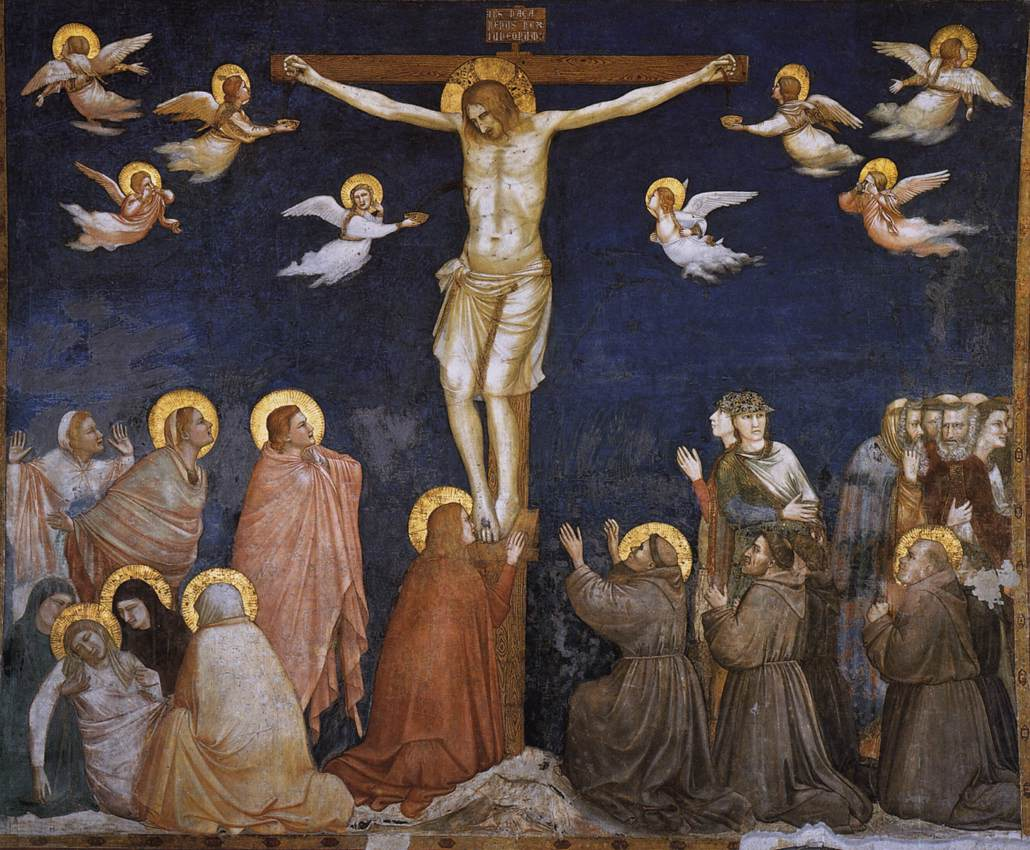
ジョット・ディ・ボンドーネ『5人のフランシスコ会修道士のいる磔刑』(1308-1310年頃)、サン・フランチェスコ聖堂 (アッシジ)
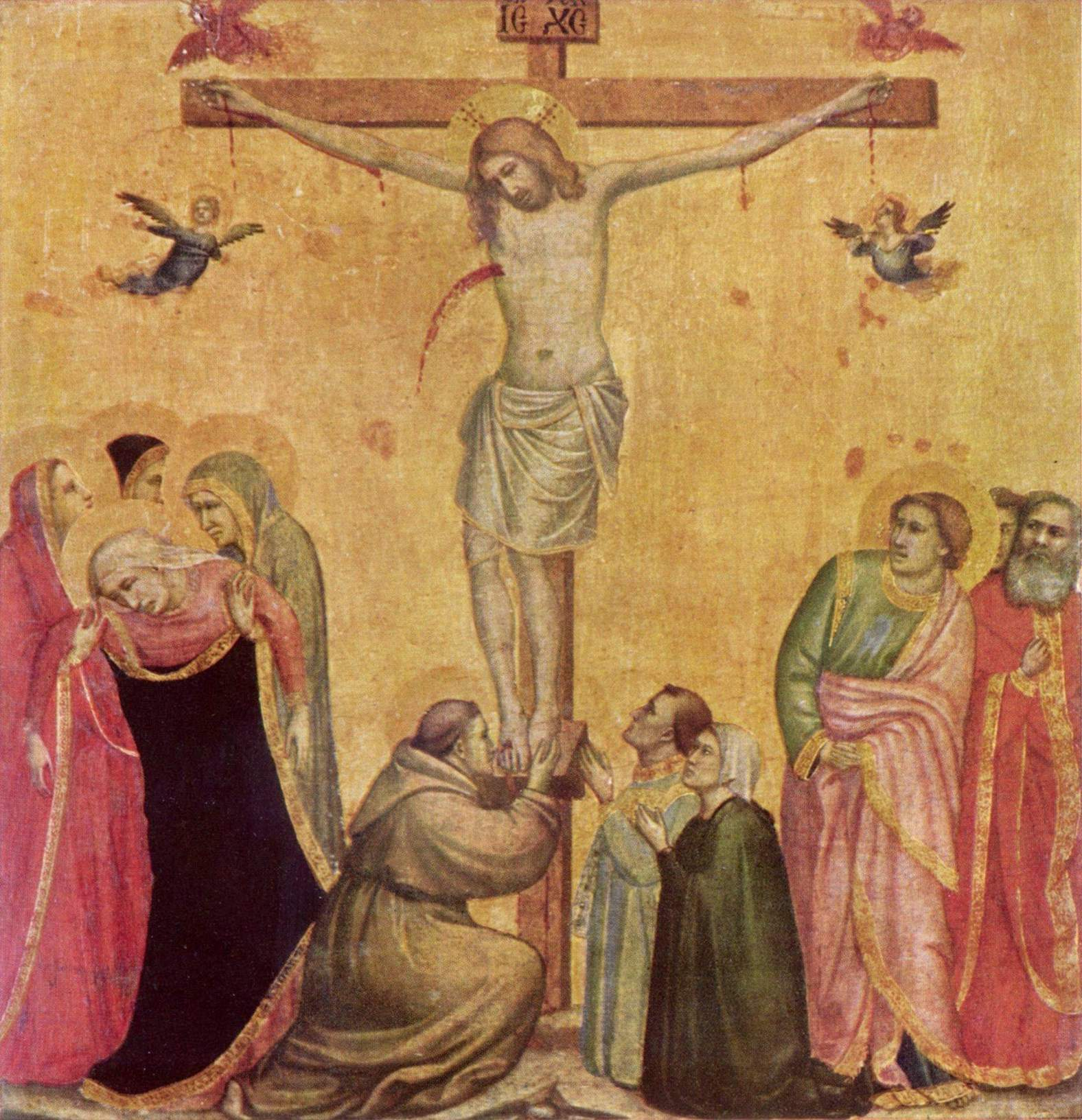
ジョット・ディ・ボンドーネ『磔刑』(1320-1325年)、アルテ・ピナコテーク (ミュンヘン)